# リサール公園
リサール公園（英語: Rizal Park、フィリピン語: Liwasang Rizal、スペイン語: Parque Rizal、別名: ルネタ公園（Luneta Park））は、フィリピンのマニラ首都圏・マニラ市にある都市公園。

## 概要
1820年開園の歴史ある公園である。この場所は、スペイン植民地時代にはバグムバヤン（Bagumbayan）と呼ばれていた。歴史的な城壁都市であるイントラムロスに隣接している。名称はフィリピンの英雄ホセ・リサールに由来している。58ヘクタールの広さがあり、都市公園としてはフィリピン最大級である。